# Comté de Barbour (Virginie-Occidentale)
Pour les articles homonymes, voir Comté de Barbour.
Le comté de Barbour est un comté des États-Unis situé dans l’État de Virginie-Occidentale. En 2013, la population était de 16 770 habitants. Son siège est Philippi. Il doit son nom au juriste Philip Pendleton Barbour, juge à la Cour suprême des États-Unis.

## Principales villes
- Belington
- Junior
- Philippi